# Ніколя Ланкре
Ніколя Ланкре (фр. Nicolas Lancret; 22 січня 1690 — 14 вересня 1743) — французький художник, представник рококо. На його живопис вплинула творчість Антуана Ватто.

## Життєпис
Народився у 1690 році у Парижі. Походив з родини граверів. На відміну від старшого брата Жозефа відмовився продовжувати родинну справу, забажавши навчатися живопису. Спочатку він влаштувався у майстерню П'єра Дуліна, професора Королівської академії живопису та скульптури, потім — до майстерні художника Клода Жилло.
У 1719 році був прийнятий у члени Королівської академії живопису і скульптури як «майстер галантних сюжетів». В подальшому стає впливовим та шановним художником. Його час проходив серед людей мистецтва, акторів, представників артистичної богеми. Тривалий час співпрацював з іншим відомим представником рококо Жак де Лажу Молодшим. Водночас був великим поціновувачем театру. У 1735 році призначається радником Академії живопису та скульптури.
Тривалий час він був переконаним холостяком. Втім, у 1741 році Ланкре одружився з онукою письменника Бурсо. Шлюб з Марі де Бурсо тривав недовго, Ланкре помер два роки по тому від запалення легенів.

## Творчість
Ніколя Ланкре створював у стилістиці епохи рококо — «Галантна бесіда» (зібрання Воллес, Лондон), пейзажі, жанрові та театральні композиції («Кухарка», зібрання Воллес; «Концерт в парку», Москва), портрети («Танцівниця Камарго», Державний Ермітаж, Санкт-Петербург), що відрізняються вишуканим, дещо збряклим колоритом, декоративною, м'якою живописною манерою.
Сюжети картин Нікола Ланкре нерідко повторюються, їх можна об'єднати в кілька груп. Найчастіше у нього зустрічаються сюжети типу «Товариство в парку», «Пастораль», «Купання», «Ловці птахів».
Художник звертається також до зображення театральних сцен, узятих з п'єс і вистав драматургів XVIII ст., таких як Данкур або Маріво. Ланкре міг прямо ввести в картину те, що спостерігав на театральних підмостках.
Також Ланкре створив серії картин, що зображують «Пори року», уособлення різних стихій, віків людини, різноманітні ігри та розваги. Ланкре чудово володів мистецтвом будувати групу фігур і об'єднувати кілька груп в єдине гармонійне ціле. Групи в полотнах живописця об'єднані скоріше за декоративним, ніж за сенсовим сюжетному принципом при полегшених, легковажних сюжетах. Він не досягав тої багатозначності і глибини, котра притаманна більшості пізніх творів Антуана Ватто. Схожість картин обох майстрів лише зовнішня, поверхнева.
Роль Ланкре у розвитку жанру «галантного святкування» помітна, вплив його був тривалим. Він багато зробив для поширення французького смаку рококо в Західній Європі. Картини Ланкре збирали не тільки паризькі знавці, а й Фрідріх II, король Пруссії, російська імператриця Катерина II, англійський аристократ сер Річард Воллес.